# María de Zozaya

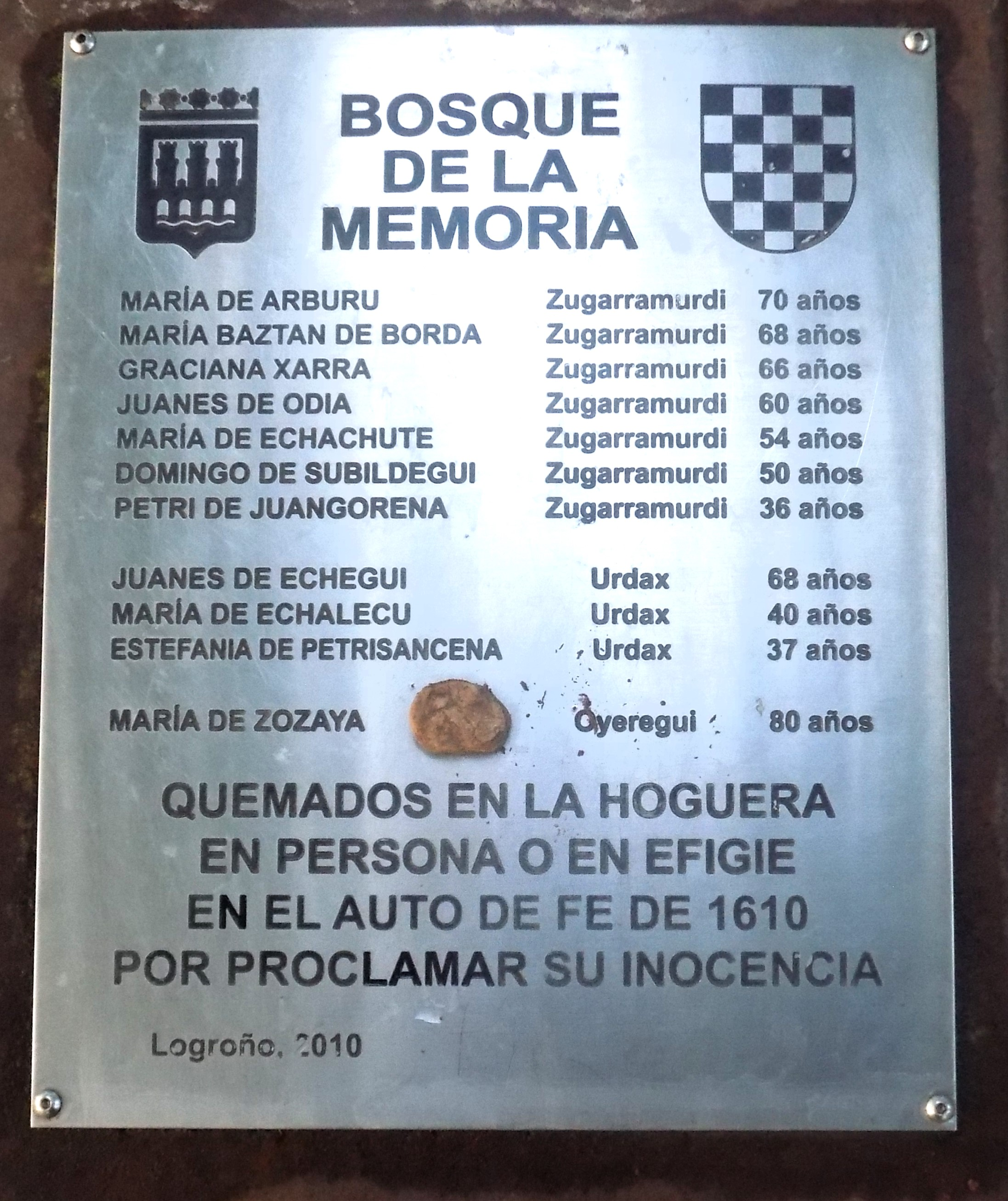
Bosque de la Memoria, Logroño 2010

María de Zozaya y Arramendi (Oyeregui, Navarra, 1530-Logroño, 1609) fue una supuesta sorgina vasca, acusada de brujería; una de las "brujas de Zugarramurdi".

## Biografía
Era una mujer soltera que fue detenida en 1609 por orden del inquisidor Juan del Valle Alvaradoy acusada de participar en aquelarres en Rentería. 
Al ser detenida, fue trasladada a Logroño, donde compareció ante el Santo Oficio, negando los cargos que le imputaban. Tras ser torturada de forma continuada, falleció en su celda antes de participar en el auto de fe, previsto para noviembre de 1610. 
No obstante, sus restos mortales fueron entregados al "brazo secular", pues el Santo Oficio la reputó "dogmatizadora de brujos".
En el Cuaderno de actos comprobados de bruxos (1613), de Juan del Valle Alvarado y Alonso Becerra, se dice:

"Maria de Çozaya, de hedad de 80 años, dize que su maestra la persuadio a que fuese con ella a una parte, donde beria unos dioses mejores y mas hermosos que el de los christianos, y que andava errada en creer en aquel Dios. Y aunque ella resistio, diziendo que thenia buen Dios, con las persuasiones de la maestra, que le hizo por tres o quatro bezes, topandola en diferentes dias, vino a consentir Y aquella noche, estandose acostando con un candil encendido, fueron la maestra y el Demonio, y la untaron y lleuaron. Dize que siempre yba al aquelarre antes que se acostase y las mas vezes sin dormirse, aunque algunas se dormia en la cozina y luego, despertaua y se untaua. También dize que estando fuera del aquelarre los bruxos, de dia tratauan entre si quando se juntauan de cosas tocantes al aquelarre, como hera yr a hazer daños y a buscar sabandijas, y otras cosas semejantes de su seta".
Juan del Valle Alvarado y Alonso Becerra

Sin embargo, en 1612, el también inquisidor Alonso de Salazar y Frías admitiría la inocencia de todos los condenados en Logroño, declarando que  “considerando todo lo anterior con toda la atención cristiana que estuvo en mi poder, no hallé las menores indicaciones por las que inferir que se hubiera cometido un solo acto verdadero de brujería”.

## Libro
El escritor Xabier Susperregi (Renteria, 1971) escribió en 2024 sobre María de Zozaya el libro titulado María de Zozaya, cuyo acto de presentación se realizó en Errenteria el 13 de marzo de 2024.